# Андрушко Василь Іванович
Васи́ль Іванович Андру́шко (нар. 22 березня 1953, Ланчин, Надвірнянський  район, нині Івано-Франківська обл.) — український маляр, скульптор, графік, поет, педагог. Член Національної спілки художників України (1993). Член Національної спілки письменників України (2018).

## Життєпис
Навчався у школі Ланчина в 1961—1968 роках. Закінчив відділ дерева Косівського училища прикладного мистецтва у 1972 році. Служив у радянській армії в 1973—1975 роках. У 1975—1976 роках працював художник-оформлювач в будівельному тресті Москви. Навчався на факультету інтер'єру та обладнання Львівського інституту прикладного та декоративного мистецтва у 1977—1982 роках (викладачі — І. Курилич, М. Вендзелович, Е. Мисько). Мешкає в Коломиї з 1982 року. Працював у 1982—1987 роках в Івано-Франківському оформлювальному художньому комбінаті та художньо-виробничому комбінаті Художнього фонду України з 1988 року.
Викладав образотворче мистецтво в Коломийському індустріально-педагогічному технікумі (1997—1999), Коломийському педагогічному коледжі (1999—2012), старший викладач кафедри гуманітарних дисциплін Коломийського інституту Прикарпатського національного університету імені Василя Стефаника (2005—2013).
Член Коломийської асоціації митців та один із її співзасновників (з 1994).

## Творчість
Автор і співавтор численних монументальних робіт, декоративних розписів та рельєфів для інтер'єрів шкіл, магазинів, кафе у Коломиї, смт Печеніжині, Івано-Франківську. Кращі — декоративні рельєфи кафе «Зодіак» (м. Коломия), проект інтер'єру та декоративний рельєф у магазині «Фотокераміка», настінний розпис в інституті нафти і газу (м. Івано-Франківськ), настінний розпис в СШ № 1 (м. Коломия), школі-інтернаті (смт Печеніжин).
Упродовж 1985—2000 співпрацював із художником М. Ясінським над проєктами інтер'єрів Музею писанкового розпису в Коломиї. Автор пам'ятника І. Франку в м. Коломия (2012; у співавторстві з В. Гурмаком).
Учасник багатьох всеукраїнських та понад двадцяти міжнародних виставок у Франції, Польщі, Литві, Австрії, Італії. Експонував переважно твори дерев'яної пластики.
Постійно експериментує, використовуючи різні техніки в скульптурі, живописі, графіці, вільно переходячи від фігуративного до абстрактного. Віддає перевагу авангардному світогляду.
Активно розвиває релігійні теми: «Різдво» (2006), «Марія» (2008), «Богородиця» (2010), «Розп'яття» (2009) та ін.
Улюблений образ — козак-бандурист Мамай: «Мамай» (2006), «Мамай і молодиця» (2007).
Учасник багатьох всеукраїнських та понад двадцяти міжнародних виставок у Франції, Польщі, Литві, Австрії, Італії. Експонував переважно твори дерев'яної пластики.
Брав участь у творчих симпозіумах скульптури — Івано-Франківськ (1999), Коломия (2000).
Працює із шамотом: «Злиття» (2010), «Жінка з мушлею» (2011) та ін.
На початку ХХІ століття створив серію левкасів, які скомпоновані за колажним принципом і поєднують мистецьку поетичність із філософською глибиною думки, сміливістю колористики.
У 1990-ті дебютував як поет. Звернення до поезії відбулося в період, коли художник через хворобу не міг займатися професією. Свій вплив на відкриття поетичної сторони митця мав відомий поет Тарас Мельничук, який жив в майстерні Андрушка два сезони і з яким він приятелював. Перша збірка «Сон вісімки» (1997) зближується з колажними композиціями авторських левкасів. Продовженням такої традиції стала збірка «Брама N» (2008). У 2014 році вийшла збірка «Колаж і…». Публікується в часописах «Дзвін», «Сучасність», «Кур'єр Кривбасу», «Березіль», «Буковинський журнал», газеті «Українська літературна газета» та ін.

## Нагороди та відзнаки
- Лауреат першої премії в номінації скульптури на міжнародній виставці «Карпатський хребет» (1997)
- Лауреат ІІ премії на Всеукраїнській виставці до 1100-річчя Галича (1998)
- Лауреат літературної премії імені Тараса Мельничука за збірки «Сон вісімки» та «Брама N» (2008)
- Лауреат обласної премії ім. В. Стефаника в номінації «Поезія» за книгу «Колаж і…» (2015)
- Почесний громадянин Івано-Франківська

## Поетичні збірки
- «Сон вісімки» (1997)
- «Брама N» (2008)
- «Колаж і…» (2014)